# Samuel Edward Krune Mqhayi
Œuvres principales
U-Samson, Ityala Lamawele
Samuel Edward Krune Mqhayi (né le 1er décembre 1875 et mort le 29 juillet 1945) était un dramaturge, essayiste, critique, romancier, historien, biographe, traducteur et poète xhosa, dont les œuvres sont considérées comme essentielles dans la normalisation de la grammaire de l'isiXhosa et la préservation de la langue au XXe siècle.

## Biographie
Mqhayi naît le 1er décembre 1875 dans le village de Gqumahashe, ancienne station de mission, dans la vallée de Thyume près d'Alice dans la province du Cap oriental en Afrique du Sud. Il est le fils de Ziwani Krune Mqhayi et de Qashani Bedle. Ses parents sont chrétiens et son père, Ziwani, est alors connu comme étant « un homme influent au sein de son église, célèbre pour ses conseils, son art de la prédication et son chant ». Sa mère meurt alors qu'il a seulement 2 ans. C'est dans cette vallée de Thyume que Mqhayi commence sa scolarité primaire. 
À l'âge de neuf ans, il déménage avec son père à Centane (en) et habite chez son oncle Nzanzana, qui est le chef de la région, pendant la famine witgatboom de 1885. Mqhayi raconte que les six années qu'il a passé à Centane l'ont marqué, tout comme son écriture : « Au cours de ces six années, j'ai beaucoup appris sur la vie xhosa, y compris sur les raffinements de la langue xhosa… Si je n'avais pas été à Kentani [sic] pendant ces six années, il me semble que je n'aurais pas aidé ma nation… ce fut le moyen d'avoir un aperçu de la vie nationale de mon peuple ». Son oncle meurt alors que Mqhayi a 15 ans ; son père, qui avait déménagé à Grahamstown, l'envoie chercher par sa sœur. Mqhayi fréquente alors le Lovedale College où il étudie pour devenir enseignant.
Mqhayi meurt en 1945 à Ntab'ozuko. Il est inhumé à Berlin près de King Williams Town.

## Travaux
Au cours des années 1890, l'imprimerie devient populaire dans la communauté noire d'Afrique du Sud. En 1897, Mqhayi, Allan Kirkland Soga, Tiyo Soga et d'autres, lancent leur propre journal: Izwi Labantu. Dans l'un de ses écrits en prose dans Izwi Labantu, Mqhayi réfléchit à sa déception face à l'occidentalisation de l'Afrique : 
En 1905, Mqhayi est nommé au Conseil de révision de la Bible xhosa. Il aide ensuite à normaliser la grammaire et l'écriture xhosa, puis devient auteur à plein temps. 
En 1907, il écrit son premier roman en langue xhosa : U-Samson, une adaptation de l'histoire biblique de Samson, aujourd'hui perdue. En 1914, il publie Ityala lamawele en français : « Le procès des jumeaux », un roman influent en xhosa et une première défense du droit coutumier et de la tradition xhosa.  
En 1925, il écrit une biographie de John Knox Bokwe intitulée uJohn Knox Bokwe: Ibali ngobomi bakhe, publiée par Lovedale Press en 1972. 
En 1927, Mqhayi ajoute sept strophes à Nkosi Sikelel' iAfrika initialement composée par Enoch Sontonga en 1897. 
Son autobiographie est intitulée UMqhayi waseNtab'ozuko (Mqhayi of Mount Glory). 
Il écrit Utopia, UDon Jadu en 1929.
Mqhayi fut connu comme « Imbongi yakwaGompo » en français : « le poète de Gompo » et plus tard « Imbongi yesizwe » en français : « le poète de la nation ».

## Hommages
Le jeune Nelson Mandela, qui le qualifiait de « poète lauréat du peuple africain », a vu Mqhayi au moins deux fois en chair et en os, et l'a une fois entendu réciter, pour son plus grand plaisir.  
Nkosi Sikelel' iAfrika a été adoptée par plusieurs États africains comme hymne national, notamment par l'Afrique du Sud, la Namibie et la Zambie. 
En mai 1935, Mqhayi remporte le prix Ester Bedford pour la littérature bantoue.